# Isertia reticulata
Isertia reticulata är en måreväxtart som beskrevs av Nathaniel Lord Britton och Henry Hurd Rusby. Isertia reticulata ingår i släktet Isertia och familjen måreväxter.
Artens utbredningsområde är Bolivia. Inga underarter finns listade i Catalogue of Life.